# Miguel Nana Mendoza
Miguel Mendoza Bautista, apodado "Nana Mendoza", (Motupe, Perú, 14 de agosto de 1954) es un futbolista peruano que se desempeñó como defensa. Jugó 8 temporadas con el club Sport Boys del Callao, siendo campeón en el año 1984 con dicho club. Debutó a nivel profesional con el Unión Tumán en el año 1973 en compañía de jugadores como Julio Meléndez, Oscar Pianetti, entre otros.

## Selección nacional
Fue preseleccionado a la selección nacional para el mundial de España 82.

## Clubes
| Club           | País | Año         |
| -------------- | ---- | ----------- |
| Unión Tumán    | Perú | 1973 - 1974 |
| Juan Aurich    | Perú | 1975 - 1977 |
| Sport Boys     | Perú | 1978 - 1985 |
| Internazionale | Perú | 1986 - 1987 |

## Palmarés

### Campeonatos nacionales
| Título           | Club       | País | Año  |
| ---------------- | ---------- | ---- | ---- |
| Primera División | Sport Boys | Perú | 1984 |

- Datos: Q109423309